# Juan Manuel Morales (futbolista)
Juan Manuel Morales (n. Montevideo, Uruguay; 19 de diciembre de 1988) es un futbolista uruguayo. Juega como mediocampista o lateral izquierdo, su actual equipo es el El Tanque Sisley de la Primera División de Uruguay.
Es hijo del exfutbolista Carlos María Morales, y juntos ingresaron en la historia del fútbol uruguayo como los primeros padre e hijo que juegan de manera oficial en un mismo partido de la Primera División; esto sucedió el 24 de agosto de 2008, ambos defendían al Montevideo Wanderers y enfrentaron a Peñarol.

## Clubes[5]
| Club               | País       | Año         |
| ------------------ | ---------- | ----------- |
| Wanderers          | Uruguay    | 2006 - 2009 |
| IASA               | Uruguay    | 2009 - 2010 |
| El Tanque Sisley   | Uruguay    | 2010 - 2011 |
| Boston River       | Uruguay    | 2011        |
| Deportivo Saprissa | Costa Rica | 2012        |
| El Tanque Sisley   | Uruguay    | 2012 - 2013 |